# حزم النجف (مأرب)

تعديل مصدري - تعديل

حزم النجف هي إحدى قرى عزلة ال راشد منيف بمديرية مأرب التابعة لمحافظة مأرب، بلغ تعداد سكانها 35 نسمة حسب تعداد اليمن لعام 2004.